# Oro laminado
“Laminado” se refiere a una lámina de oro o plata aplicada a un metal de menos valor (generalmente latón o alpaca) con soldadura y presión. Es entre 50 y 100.000 veces más grueso que el chapeado regular. La calidad de oro más usada es de 10K, 14K o 18K. Al realizar el laminado, un estándar del peso del metal precioso (oro o plata) es del 20% de su peso total. Por ejemplo en una pieza que pesa 5 gramos, el "laminado" de oro o plata será en total de hasta 1 gramo.
El oro laminado es una pieza hecha a partir de una base como el latón o cobre, que es recubierta con varias capas de oro de distintos quilates (la cifra puede variar, dependiendo del fabricante, entre los 12k, 14k, 18k, 22k y 24k.)  La cantidad de capas también puede variar, según el fabricante, entre las 3 y las 6 capas de metal precioso. Y el grosor de cada capa también depende del fabricante. En totalidad, la cantidad de todas las láminas de oro tiene que ser mayor de 1/50.
- Datos: Q6053229